# ブロードエステート
正式名称は株式会社ブロードエステート。オフィスビル、店舗、戸建住宅、オール電化の施工、不動産事業などを提供する総合商社。
設立当初より住宅に関わる様々な事業を展開しており、2012年度は新規事業の展開があった。
オール電化やエコリフォームといった分野の施工に対して日本の先端技術を使用している事から、住宅電化促進協会本部認定オール電化推進店として認定されている。

## 概要
事業内容は以下の通りである。
- 総合Reproコンサルティング事業
- 総合Eco関連事業
- 不動産事業

## 業務停止命令
平成24年2月21日、実際にはモデル工事の件数枠がないにもかかわらず消費者に「この地域でモデル工事をしてくれるお宅を数件だけ探している」、塗料の耐久年数を「２０年もつ」と根拠がないことを告げるなどして、3か月の業務停止命令を受けた。

## 商品
主に提供している施工は以下の通りである。
- オール電化の施工
- 外装塗装
- リフォーム
- デザイナーズ物件

## 資格
ブロードエステートが保有している資格、免許は以下の通りである。
- 住宅電化促進店認定
- 宅地建物取引業者免許 東京都知事（1）第90835号
- 宅地建物取引士資格
- 1級建築施工管理技士
- 二級建築士
- インテリアコーディネーター
- 福祉住環境コーディネーター検定二級
- フォークリフト運転技能講習終了証取得
- 足場組み立て等作業主任者免許
- 型枠支保工組立等作業主任者技能講習終了証取得
- 法定職長教育終了証取得
- 玉掛技能講習終了証取得

## 加盟団体
ブロードエステートが加盟しているのは以下の団体である。
- 住宅電化促進協会
- 社団法人 全日本不動産協会
- 社団法人 不動産保証協会
- 首都圏不動産公正取引協議会
- トステム TH友の会

## 取引先
主要な取引先に以下のものが挙げられる。
- 株式会社 ハウステック
- 日立アプライアンス株式会社
- 株式会社長府製作所
- 三菱電機株式会社
- 株式会社INAX
- TOTO
- パナソニック電工株式会社
- サンウエーブ工業株式会社
- 株式会社サンゲツ
- トーヨーキッチン＆リビング株式会社
- ケイミュー株式会社
- 積水化学工業株式会社
- 日本ペイント株式会社
- 菊水化学工業株式会社